# Запис Бркића багрем (Грабово)
Запис Бркића багрем (Грабово) се налази на парцели чији је власник Бркић Слободан.

## Локација
| Општина             | Ражањ                                                                       |
| Катастарска општина | Грабово                                                                     |
| Потес               | Међа                                                                        |
| Координате          | 43° 43′ 50″ С; 21° 37′ 40″ И / 43.730600000000003° С; 21.627800000000001° И |
| Надморска висина    | 304m                                                                        |

## Карактеристике
Дендрометријске вредности утврђене на терену и сателитским снимцима:
| Стабло                     | Багрем |
| Висина стабла              | m      |
| Обим дебла                 | m      |
| Пречник крошње             | 6m     |
| Пречник дебла              | m      |
| Висина дебла до прве гране | m      |

## База записа
Запис је у оквиру Викимедија пројекта "Запис - Свето дрво" заведен под редним бројем 0901.